# Ewoud Broeksma

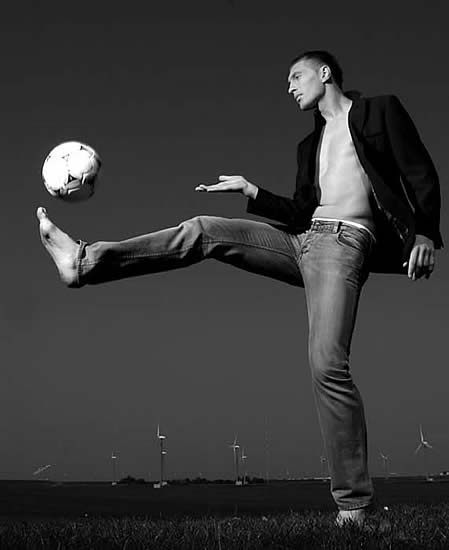
Portret van Evgeniy Levchenko door Broeksma

Ewoud Boudewijn Broeksma (Hengelo, 14 juni 1957 - Groningen, 18 februari 2019) was een Nederlandse fotograaf
Broeksma werd geboren in Hengelo als derde in een gezin van vier jongen en groeide op in Almelo. Na het Christelijk Lyceum werd hij meester in de rechten na een opleiding rechtsgeleerdheid aan de Rijksuniversiteit Groningen. De fotograaf werd bekend door zijn portrettenreeks 'Hemd van het Lijf', hierin portretteerde hij 25 jaar lang ontklede (top)sporters voor het Dagblad van het Noorden (daarvoor in het Nieuwsblad van het Noorden). Broeksma exposeerde geregeld zijn foto's tijdens voorstellingen. Vanwege het vijfjarig jubileum van het Stedelijk Museum Schiedam was er een tentoonstelling met werk over de seksuele diversiteit, een werk van Broeksma was opgenomen in de tentoonstelling. Ook bracht hij een aantal boeken uit.
Broeksma overleed op 18 februari 2019 op 61-jarige leeftijd. Galerie MooiMan en het Drents Schildersgenootschap eerde Broeksma na zijn overleden met een tentoonstellingen.